# ムザッファル・アフマド
ムザッファル・アフマド（アラビア語：المظفر أحمد بن الشيخ　転写：al-Muẓaffar Afmad bn as-Shaikh、1412年 - ?）は、エジプトのブルジー・マムルーク朝の第6代スルターン（在位：1421年）。

## 生涯
父は第5代スルターンのムアイヤド・シャイフ。1421年に父が死去したため、わずか10歳で即位した。しかし幼年のため、初代スルターンであるバルクーク時代からのマムルークであったザーヒル・タタールがアフマドの生母と結婚して摂政として取り仕切った。だが、即位から数ヵ月後にそのタタールによって廃されて幽閉されたという。

## 関連文献
- 大原与一郎 『エジプト マムルーク王朝』 近藤出版社、1976年
- 日本イスラム協会 監修 『イスラム事典』 平凡社、1982年